# Копаловський
Копаловський (рос. Копаловский) — селище у Нагайбацькому районі Челябінської області Російської Федерації.
Входить до складу муніципального утворення Арсинське сільське поселення. Населення становить 82 особи (2010).

## Історія
Згідно із законом від 9 липня 2004 року органом місцевого самоврядування є Арсинське сільське поселення.

## Населення
| 2002 | 2010 |
| ---- | ---- |
| 114  | ↘82  |